# کارولین بکر
کارولین بکر (انگلیسی: Carolyn Becker؛ زادهٔ november ۸, ۱۹۵۸ (۶۶ سال)) بازیکن والیبال اهل ایالات متحده آمریکا است.